# Leo Peelen
Leopoldus Eduardus Theoduris Peelen, dit Leo Peelen (né le 16 juillet 1968 à Arnhem et mort le 24 mars 2017 à Apeldoorn), est un coureur cycliste néerlandais.
Aux Jeux olympiques de 1988 à Séoul, il a été médaillé d'argent de la course aux points.

## Palmarès

### Jeux olympiques
- Séoul 1988
  -  Médaillé d'argent de la course aux points

### Championnats du monde
- Lyon 1989
  -  Médaillé de bronze de la course aux points amateurs

### Championnats nationaux
- Champion des Pays-Bas de poursuite juniors
- Champion des Pays-Bas de l'américaine amateurs en 1987, 1988

## Palmarès sur route
- 1988
  - 5e étape du Ruban granitier breton
- 1990
  - Tour de Berlin